# Мраморен кадифен гекон
Мраморните кадифени гекони (Oedura marmorata), наричани също мраморни едури, са вид влечуги от семейство Diplodactylidae.
Разпространени са в саванните гори в северните части на Северната територия на Австралия, от река Виктория на запад до залива Карпентария на изток. Живеят по дървета и скали.